# Монтегридолфо
Монтегридолфо (итал. Montegridolfo) је насеље у Италији у округу Римини, региону Емилија-Ромања.
Према процени из 2011. у насељу је живело 154 становника. Насеље се налази на надморској висини од 269 м.

## Становништво
Према резултатима пописа становништва 2011. у општини је живело 1.029 становника.
| 1931. | 1936. | 1951. | 1961. | 1971. | 1981. | 1991. | 2001. | 2011. |
| ----- | ----- | ----- | ----- | ----- | ----- | ----- | ----- | ----- |
| 1.215 | 1.248 | 1.167 | 1.041 | 868   | 874   | 874   | 930   | 1.029 |